# Cessna 177
Pour les articles homonymes, voir Cardinal.

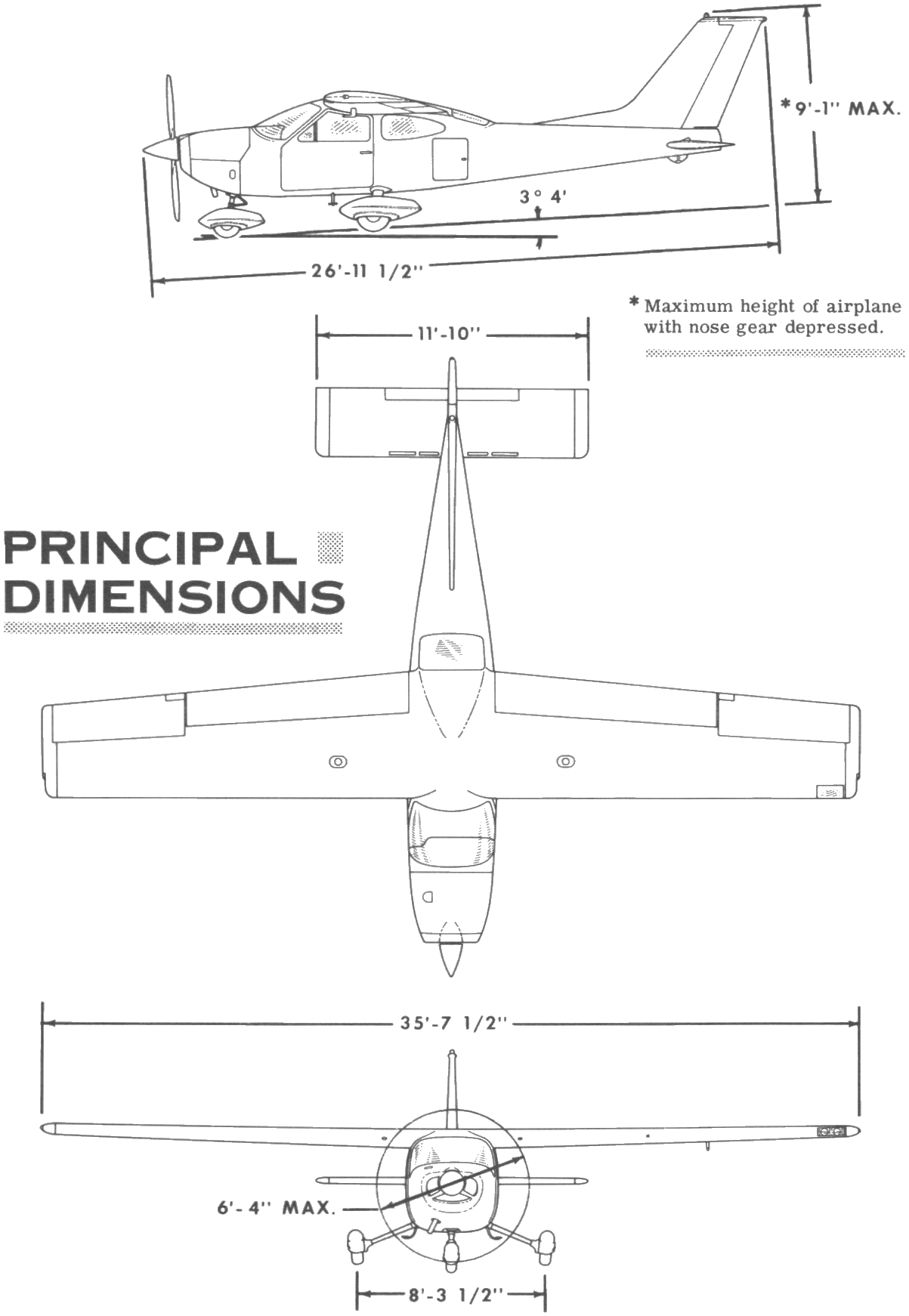
Cessna 177 Cardinal

Le Cessna 177 Cardinal est un avion de tourisme à aile haute, monomoteur à 4 places, construit par la société Cessna. Il était prévu pour remplacer le Cessna 172 Skyhawk. Annoncé pour la première fois en 1967, Il a été produit de 1968 à 1978.
1974 - Reims F177RG

## Développement
Le Cessna 177 a été conçu au milieu des années 1960 lorsque les ingénieurs de Cessna ont été invités à créer un "successeur futuriste des années 1970 pour le Cessna 172". En 1967, le 177 est le seul Cessna monomoteur à aile haute de série depuis les séries Cessna 190 et 195 à être équipé d'un train d'atterrissage fixe et d'une aile en porte-à-faux sans haubans.
Le modèle 177 de 1968 a été introduit à la fin de 1967 avec un moteur de 150 ch (112 kW). L'un des objectifs lors de la conception est le remplacement du 172 en permettant au pilote d'avoir une vue dégagée lors d'un virage. Dans le 172, le pilote est assis sous l'aile et lorsque l'aile est abaissée pour amorcer un virage, cette aile bloque la vue du pilote sur l'endroit où le virage va aboutir. Les ingénieurs ont résolu ce problème en plaçant le pilote en avant du bord d'attaque de l'aile, mais cela a conduit à un centre de gravité très avancé.
Pour résoudre ce problème, Cessna a pris la décision d'utiliser le moteur quatre cylindres Lycoming O-320, nettement plus léger, à la place du moteur six cylindres O-300 Continental utilisé sur le 172. Toutefois le centre de gravité avant existait toujours même avec le moteur plus léger, c'est pourquoi un stabilisateur monobloc a été choisi, afin de fournir plus d’efficacité à la gouverne de profondeur et surtout à basse vitesse.
Le modèle 177 était destiné à remplacer le 172, qui devait ensuite être abandonné après l'introduction du Cardinal. Le nouveau modèle devait à l'origine s'appeler 172J (pour succéder au modèle 172I de 1968). Cependant, au moment de faire la transition, la division du marketing Cessna refusa de remplacer le 172.
Le 177 offre une visibilité bien meilleure vers le haut qu'un 172 en raison de son pare-brise fortement incliné et de son aile montée plus à l'arrière. L'absence de hauban sur l'aile fait également de l'avion une excellente plate-forme pour la photographie aérienne et la surveillance.

## Problèmes de performances et de maniabilité
Peu après la livraison des premiers Cardinals aux clients, des incidents d'oscillation induite par le pilote (PIO) ont été signalés, ce qui a suffisamment alarmé Cessna pour que l'usine lance un programme de modifications prioritaires visant à éliminer le problème.
La solution, qui a été fournie gratuitement à tous les avions déjà livrés, était connue sous le nom d'opération " Règle cardinale " et comprenait une série de 23 instructions d'inspection, d'installation et de modification. Cette lettre de service, SE68-14, consistait à modifier le stabilisateur pour installer des fentes juste derrière le bord d'attaque (afin de retarder l'apparition du décrochage du stabilisateur) et à installer un contrepoids complet (11 livres contre 7 livres à l'origine) sur le stabilisateur pour éliminer le problème de PIO.

### Cessna 177A
Cessna reconnait que le Cardinal était sous-motorisé et introduit le 177A en 1969. La révision comprenait un quatre cylindres Lycoming O-360 de 180 ch (135 kW), déplaçant le prix et le rôle de la conception quelque part entre ceux du 172 et le 182. La puissance supplémentaire a amélioré la vitesse de croisière de 11 nœuds.

### Cessna 177B
L'année 1970 voit l'introduction du 177B, qui avait un nouveau profil d'aile laminaire, une hélice à vitesse constante et d'autres améliorations mineures. À vide, le 177B pesait 66 kg de plus que le 177 précédent, et sa masse maximale au décollage passait de 1 067 kg à 1 135 kg.
En 1978, Cessna a construit une version de luxe du 177B, le Cardinal Classic, avec une sellerie en cuir, une table pour les passagers arrière et un système électrique de 28 volts.

### Cessna 177RG
Le dernier avion de la gamme 177 est le 177RG Cardinal RG à train rétractable, que Cessna a commencé à produire en 1970. Le train avant et les roues principales se rétractent vers l'arrière, le train avant étant entouré de trappes de train lorsqu'il est rétracté.
Pour compenser l'augmentation de 66 kg du poids à vide, dont une grande partie est due au mécanisme d'engrenage et hydraulique à commande électrique. Le 177RG est équipé d'un moteur Lycoming IO-360-A1B6D de 200 ch (149 kW) à injection, ce qui permet également d'augmenter la masse maximale au décollage à 1270 kg.
La puissance supplémentaire et les lignes plus épurées du 177RG ont permis d'atteindre une vitesse de croisière (66%) de 143kts (264.8 km/h) à 10.000 ft pour 36 l/h. En fonctionnement plus classique (65%) de 125 kts (230 km/h) à 2.500 ft pour 36 l/h.
1543 177RG ont été livrés entre les États-Unis et Reims Aviation, le partenaire agréé de Cessna en France. Ceux construits en France par Reims (1971-1977) ont été désignés sous le nom de Reims F177RG.